# Яромаска (село)
Ярома́ска (рос. Яромаска) — село в Сарапульському районі Удмуртії, Росія.
Поряд із селом, за 2 км на північний захід, знаходиться Яромаське городище.
Урбаноніми:
- вулиці — Дачна 1-а, Дачна 2-а, Дачна 3-а, Зарічна, Камська, Лучна, Миру, Молодіжна, Польова, Садова, Трактова
- провулки — Зарічний, Камський, Молодіжний, Набережний

## Населення
Населення становить 161 особа (2010, 173 у 2002).
Національний склад (2002):
- росіяни — 94 %